# Chodaczów

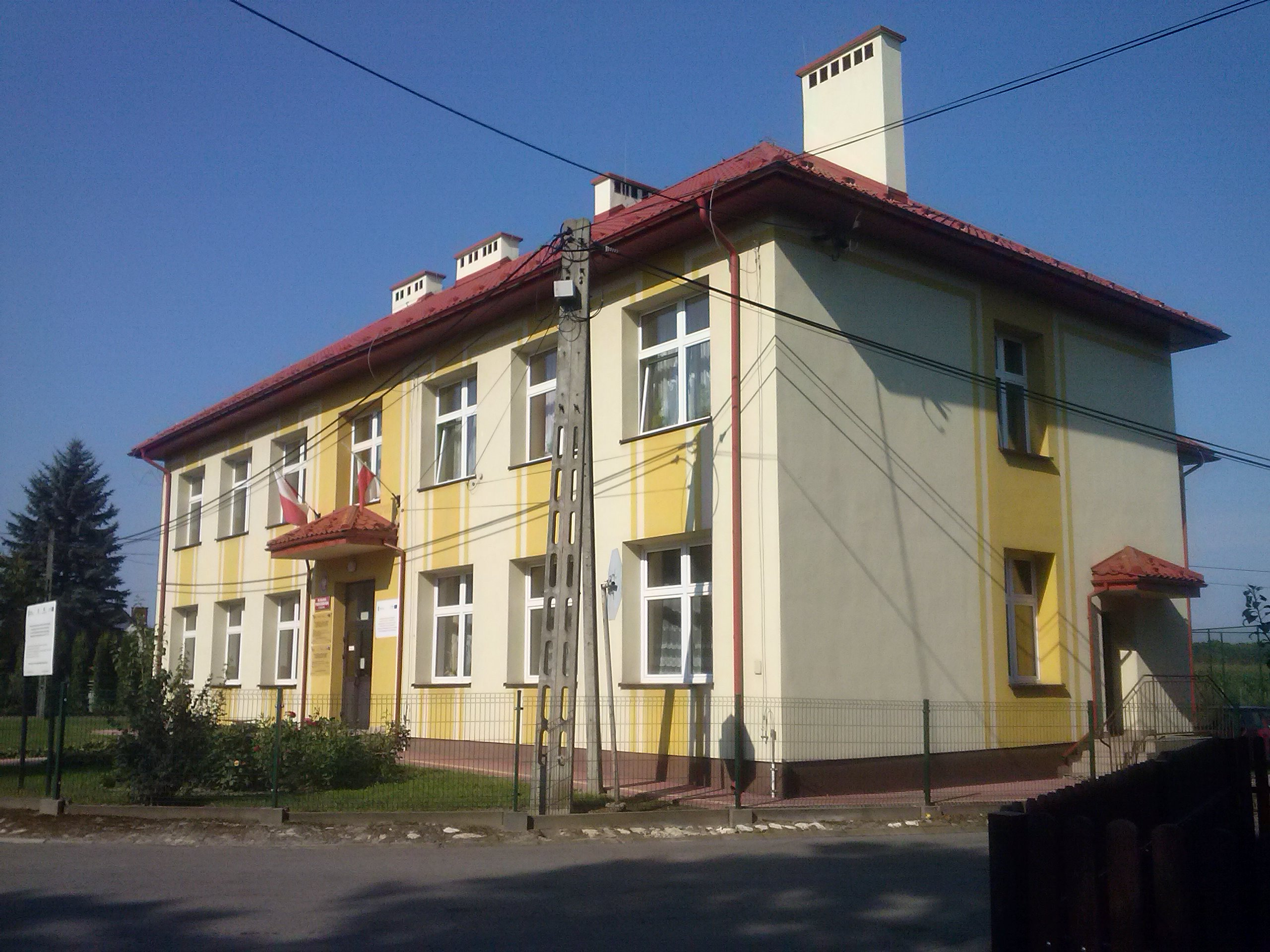
Szkoła podstawowa

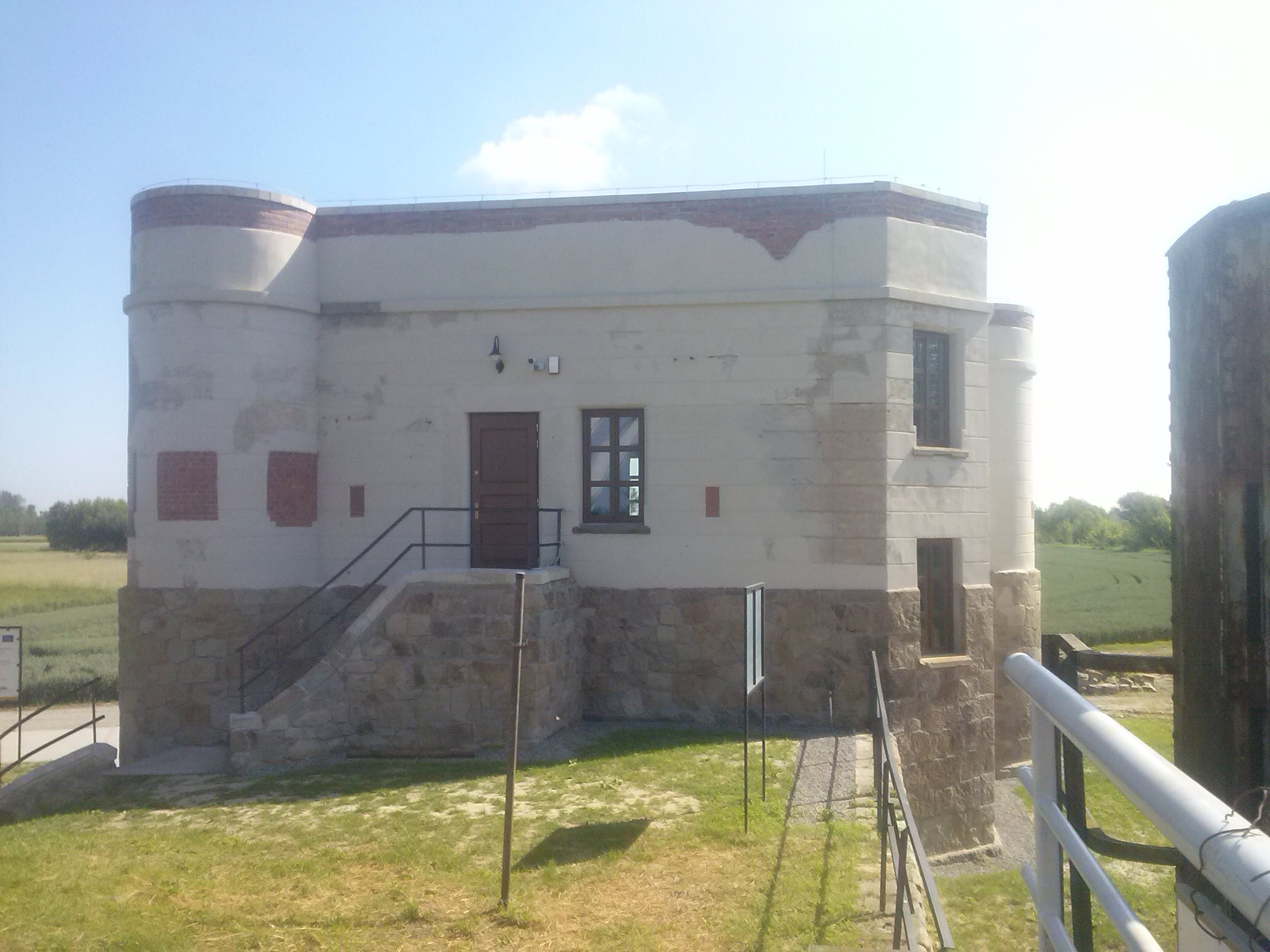
Strażnica kolejowa „Tryńcza” w Chodaczowie, po remoncie w 2019

Chodaczów – wieś w Polsce, położona w województwie podkarpackim, w powiecie leżajskim, w gminie Grodzisko Dolne, w widłach Wisłoka i jego dopływu Leszczynki.
W latach 1975–1998 miejscowość administracyjnie należała do województwa rzeszowskiego.

## Integralne części wsi
| SIMC    | Nazwa     | Rodzaj    |
| ------- | --------- | --------- |
| 0650531 | Kąty      | część wsi |
| 0650548 | Na Lądach | część wsi |
| 0650554 | Na Polach | część wsi |
| 0650560 | Piaski    | część wsi |
| 0650577 | Skalówki  | część wsi |
| 0650583 | Źródła    | część wsi |

Na gruntach wsi Chodaczów, przy zabytkowym moście kolejowym na Wisłoku, znajduje się austro-węgierska ufortyfikowana strażnica kolejowa „Tryńcza”. Zbudowana ok. 1905 roku dla ochrony mostu na wypadek wojny. Przewidziana na 20 ludzi załogi, z połączeniem telefonicznym, ogrzewaniem i sanitariatami, używana w czasie I wojny światowej, jest jedną z niewielu zachowanych do naszych czasów.
W 1900 roku obok miejscowości zbudowano linię kolejową Przeworsk-Rozwadów.
W 1921 roku w Chodaczowie było 117 domów. W 2012 roku powstało Stowarzyszenie Rozwoju Wsi Chodaczów.

## Kościół
Najpierw w Chodaczowie utworzono kaplicę w domu ofiarowanym przez miejscowego parafianina. Gdy kaplica okazała się za mała, w marcu 1980 roku dokonano jej rozbudowy. Nowy kościół drewniany pw. Matki Bożej Nieustającej Pomocy został poświęcony 21 grudnia 1980 roku przez bpa Ignacego Tokarczuka. 12 czerwca 1982 roku została erygowana parafia, która objęła Chodaczów i Laszczyny.
13 maja 2018 roku w miejscowym kościele odbyły się święcenia diakonatu, których udzielił bp Stanisław Jamrozek.

## Oświata
Początki szkolnictwa w Chodaczowie są datowane na 1906 rok, gdy utworzono szkołę 1-klasową. Obecnie jest to szkoła 3-klasowa.

## Osoby związane z miejscowością
- Stanisława Krauz